# 海部郡 (和歌山縣)
海部郡為過去日本和歌山縣轄下的郡，已於1896年4月1日與名草郡合併為海草郡。
在1879年實施郡區町村編制法時的轄區包括現在的和歌山市西部沿海地區、海南市西部沿海地區和有田市西北部的小部分沿海地區。

## 歷史
在令制國時代屬於紀伊國。
此區域在江戶時代為紀州藩領地。19世紀末明治維新實施廢藩置縣後，隸屬和歌山縣。
在1879年實施郡區町村編製法時，將屬於和歌山城下町的區域劃出設立和歌山區，其餘區域則正式的設置了近代的行政區劃「海部郡」，並在名草郡秋月村（位於現在的和歌山市）設置「名草海部役所」，同時負責管轄名草郡和海部郡。

### 沿革

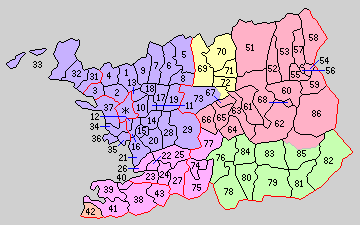
1889年海部郡轄下的行政區劃：
31.木之本村、32.西脇野村、33.加太村、34.雜賀村、35.和歌村、36.雜賀崎村、37.湊村、38.加茂村、39.大崎村、40.鹽津村、41.下津町、42.椒村、43.仁義村
（紫色：現屬和歌山市、桃色：現屬海南市、橙色：現屬有田市、星號為當時的和歌山市、1 - 29屬名草郡、51 - 86屬那賀郡）

- 1889年4月1日：實施町村制，海部郡下設：木之本村（日语：木ノ本村）、西脇野村（日语：西脇町 (和歌山県)）、加太村（日语：加太町）、雜賀村（日语：雑賀村）、和歌村（日语：和歌浦）、雜賀崎村（日语：雑賀崎村）、湊村（日语：湊村 (和歌山県海草郡)）、加茂村（日语：加茂村 (和歌山県)）、大崎村（日语：大崎町 (和歌山県)）、鹽津村（日语：下津町塩津）、濱中村（日语：下津町）、椒村（日语：初島町）、仁義村（日语：仁義村）。（13村）
- 1896年4月1日：日本實施郡制（日语：郡制），名草郡和海部郡合併為海草郡。